# Vital Verdickt
Vital Verdickt was een Belgisch turner.

## Levensloop
Hij nam deel aan het tweede wereldkampioenschap dat werd gehouden in 1905, alwaar hij een bronzen medaille won in de teamwedstrijd. Net als in 1903 won Frankrijk teamgoud, terwijl Nederland zilver kreeg.